# Irische Cricket-Nationalmannschaft gegen Afghanistan in der Saison 2016/17
Die Tour der irischen Cricket-Nationalmannschaft gegen Afghanistan in der Saison 2016/17 fand vom 8. bis zum 31. März 2017 in Indien statt. Die internationale Cricket-Tour war Bestandteil der Internationalen Cricket-Saison 2016/17 und umfasste fünf ODIs und drei Twenty20s. Des Weiteren wurde ein First-Class-Match bestritten, da die beiden Mannschaften nicht berechtigt sind Test Matches abzuhalten, welches Bestandteil des ICC Intercontinental Cup 2015–2017 war. Afghanistan gewann die ODI-Serie 3–2 und die Twenty20-Serie 3–0.

## Vorgeschichte
Afghanistan bestritt zuvor drei Twenty20 in den Vereinigten Arabischen Emiraten, Irland bestritt zwei ODIs in den Vereinigten Arabischen Emiraten. Das letzte Aufeinandertreffen der beiden Mannschaften bei einer Tour fand in der Saison 2016 in Irland statt, deren ODI-Serie 2–2 unentschieden endete.

## Stadien
Die folgenden Austragungsorte wurde für die Tour ausgewählt und am 25. Juli 2016 bekanntgegeben.
| Stadt         | Stadion                             | Kapazität | Spiele                  |
| ------------- | ----------------------------------- | --------- | ----------------------- |
| Greater Noida | Greater Noida Sports Complex Ground | 8.000     | 1. – 5. ODI; 1. – 3 T20 |

## Kaderlisten
Irland benannte seine Kader am 30. Januar 2017.
| ODI | ODI | Twenty20 | Twenty20 |
| Afghanistan | Irland | Afghanistan | Irland |
| --- | --- | --- | --- |
| - Asghar Stanikzai (K) - Fareed Ahmad - Amir Hamza - Karim Janat - Rashid Khan - Mohammad Nabi - Gulbadin Naib - Naveen-ul-Haq - Shafiqullah - Mohammad Shahzad (wk) - Samiullah Shinwari - Najeeb Tarakai - Dawlat Zadran - Najibullah Zadran - Shapoor Zadran | - William Porterfield (K) - Peter Chase - George Dockrell - Josh Little - Jacob Mulder - Andrew McBrine - Barry McCarthy - Kevin O’Brien - Boyd Rankin - Paul Stirling - Greg Thompson - Stuart Thompson - Lorcan Tucker - Gary Wilson (wk) - Craig Young | - Asghar Stanikzai (K) - Aftab Alam - Fareed Ahmad - Amir Hamza - Ihsanullah - Karim Janat - Rashid Khan - Mohammad Nabi - Gulbadin Naib - Shafiqullah - Rahmat Shah - Hashmatullah Shahidi - Mohammad Shahzad (wk) - Samiullah Shinwari - Noor Ali Zadran - Dawlat Zadran - Najibullah Zadran | - William Porterfield (K) - Andrew Balbirnie - Peter Chase - George Dockrell - Ed Joyce - Jacob Mulder - Tim Murtagh - Andrew McBrine - Barry McCarthy - Tim Murtagh - Kevin O’Brien - Niall O’Brien - Boyd Rankin - Paul Stirling - Stuart Thompson - Gary Wilson (wk) - Craig Young |

## Tour Match
| 28. – 30. März Scorecard | Greater Noida | Afghanistan 537-8d (138.5)                         | – | Irland 261 (91.4) & 104 (40) (f/o) |
|                          |               | Afghanistan gewinnt mit einem Innings und 172 Runs |   |                                    |

## Twenty20 Internationals

### Erstes Twenty20 International in Greater Noida
| 8. März Scorecard | Greater Noida | Irland 165-5 (20)                 | – | Afghanistan 171-4 (18) |
|                   |               | Afghanistan gewinnt mit 6 Wickets |   |                        |

### Zweites Twenty20 International in Greater Noida
| 10. März Scorecard | Greater Noida | Afghanistan 184-8 (20)                       | – | Irland 93-9 (11/11) |
|                    |               | Afghanistan gewinnt mit 17 Runs (D/L method) |   |                     |

### Drittes Twenty20 International in Greater Noida
| 12. März Scorecard | Greater Noida | Afghanistan 233-8 (20)          | – | Irland 205 (19.2) |
|                    |               | Afghanistan gewinnt mit 28 Runs |   |                   |

## One-Day Internationals

### Erstes ODI in Greater Noida
| 15. März Scorecard | Greater Noida | Afghanistan 292-7 (50)          | – | Irland 262 (46.5) |
|                    |               | Afghanistan gewinnt mit 30 Runs |   |                   |

### Zweites ODI in Greater Noida
| 17. März Scorecard | Greater Noida | Afghanistan 338 (50)            | – | Irland 304 (47.3) |
|                    |               | Afghanistan gewinnt mit 34 Runs |   |                   |

### Drittes ODI in Greater Noida
| 19. März Scorecard | Greater Noida | Afghanistan 264-8 (50)       | – | Irland 265-4 (48.3) |
|                    |               | Irland gewinnt mit 6 Wickets |   |                     |

### Viertes ODI in Greater Noida
| 22. März Scorecard | Greater Noida | Afghanistan 220 (49.5)       | – | Irland 224-7 (46.5) |
|                    |               | Irland gewinnt mit 3 Wickets |   |                     |

### Fünftes ODI in Greater Noida
| 24. März Scorecard | Greater Noida | Irland 229 (48.1)                 | – | Afghanistan 231-3 (48.4) |
|                    |               | Afghanistan gewinnt mit 7 Wickets |   |                          |